# América Mineiro
América Futebol Clube, pot. América Mineiro – brazylijski klub piłkarski z siedzibą w mieście Belo Horizonte, stolicy stanu Minas Gerais.

## Osiągnięcia
- Mistrz drugiej ligi brazylijskiej (Campeonato Brasileiro Série B): 1997, 2017
- Mistrz trzeciej ligi brazylijskiej (Campeonato Brasileiro Série C): 2009
- Wicemistrz trzeciej ligi brazylijskiej (Campeonato Brasileiro Série C): 1990
- Copa Sul-Minas: 2000
- Mistrz stanu Minas Gerais (Campeonato Mineiro) (16): 1916, 1917, 1918, 1919, 1920, 1921, 1922, 1923, 1924, 1925, 1948, 1957, 1971, 1993, 2001, 2016
- Puchar stanu Minas Gerais (Taça Minas Gerais) (3): 1980, 1987, 2005

## Historia

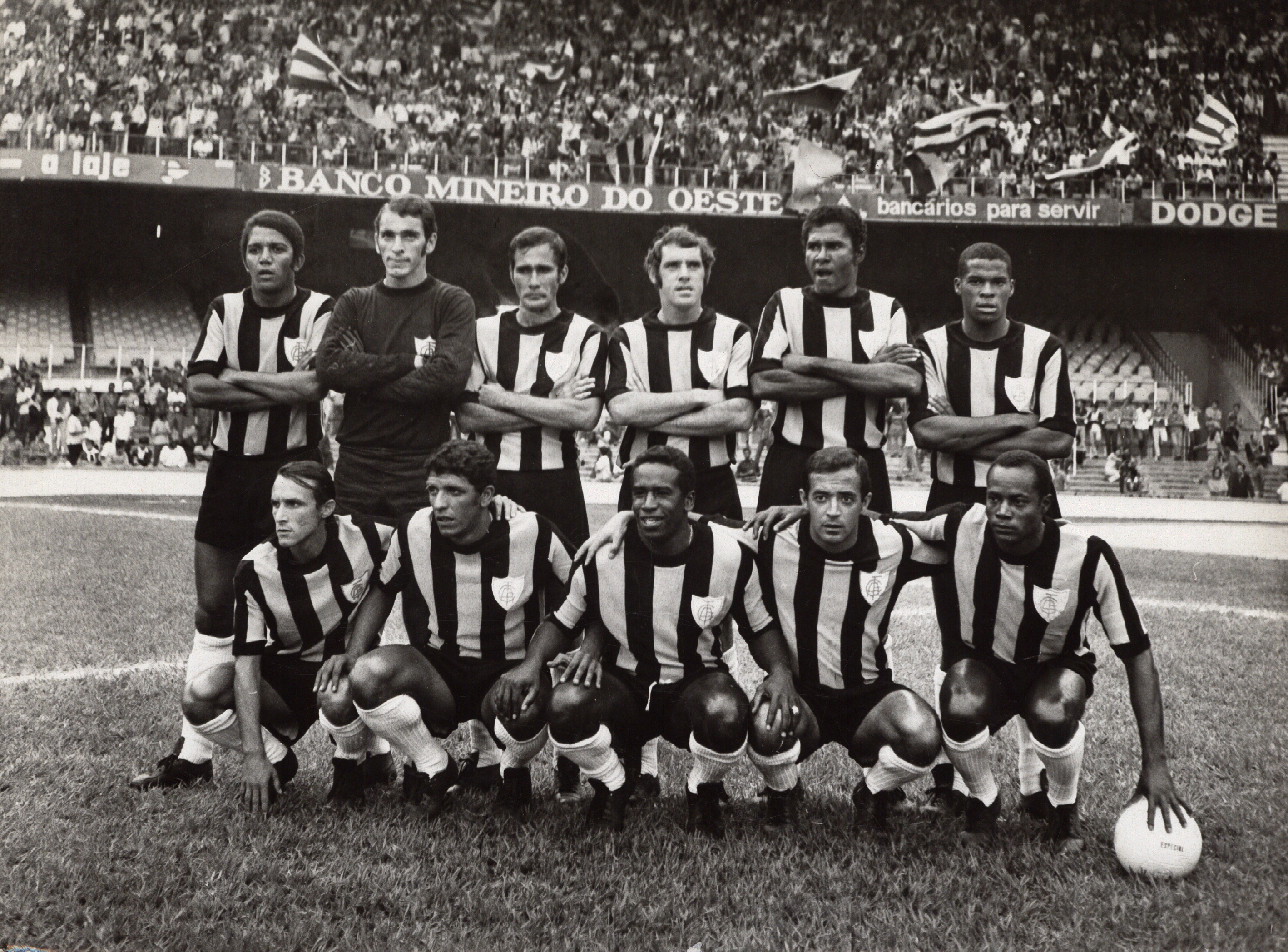
Drużyna mistrzów stanu w 1971 roku

Grupa chłopców 30 kwietnia 1912 roku zdecydowała się przekształcić swoją amatorską drużynę w klub zawodowy. Założyciele zdecydowali, że nowy klub będzie nosił nazwę América Foot-Ball Club, a barwy klubu będą zielono-czarno-białe. W roku 1913 América połączyła się z klubem Minas Gerais Futebol Clube (stąd często znana jest pod nazwą América Mineiro). Pierwszymi piłkarzami klubu byli Oscar Gonçalves, Leonardo Gutierrez, Fioravante Labruna, Luiz Guimarães, Augusto Pena, Lincoln Brandão, Dario Ferraz, Waldemar Jacob oraz Geraldino de Carvalho.
Najlepszym okresem w historii klubu były lata 1916–1925, gdy América wygrała wszystkie mistrzostwa stanu. W roku 1933 w proteście przeciwko wprowadzeniu futbolu zawodowego w Brazylii klub zmienił barwy na czerwono-białe. W roku 1936 klub zmienił nazwę na América Futebol Clube, która do dziś obowiązuje. W roku 1943 klub przeszedł na zawodowstwo i jednocześnie wrócił do swych pierwotnych, zielono-czarno-białych barw. W roku 1948 klub wygrał swoje pierwsze zawodowe mistrzostwo stanu.
W 1997 roku klub został mistrzem drugiej ligi brazylijskiej (Campeonato Brasileiro Série B). W 2000]roku klub wygrał pierwszą edycję pucharu Copa Sul-Minas, obejmującego swym zasięgiem kluby stanu Minas Gerais oraz południowej Brazylii.

### Najbardziej znani piłkarze w historii klubu
- Claudinei
- Britto
- Euller
- Fred
- Gilberto Silva
- Jair Bala
- Juca Show
- Milagres
- Palhinha
- Satyro Tabuada
- Tostão
- Alvaro Santos